# Чепел-Арм
Чепел-Арм (англ. Chapel Arm) — містечко в Канаді, у провінції Ньюфаундленд і Лабрадор.

## Населення
За даними перепису 2016 року, містечко нараховувало 457 осіб, показавши скорочення на 2,4 %, порівняно з 2011 роком. Середня густина населення становила 16,3 осіб/км².
З офіційних мов обома одночасно володіли 10 жителів, тільки англійською — 450.
Працездатне населення становило 51,2 % усього населення, рівень безробіття — 16,7 % (12,5 % серед чоловіків та 21,1 % серед жінок). 81 % осіб були найманими працівниками, а 19 % — самозайнятими.
Середній дохід на особу становив $39 635 (медіана $26 432), при цьому для чоловіків — $57 391, а для жінок $21 471 (медіани — $39 488 та $18 560 відповідно).
19,5 % мешканців мали закінчену шкільну освіту, не мали закінченої шкільної освіти — 29,3 %, 51,2 % мали післяшкільну освіту, з яких 4,8 % мали диплом бакалавра, або вищий.
| Статево-вікова структура населення | Статево-вікова структура населення | Статево-вікова структура населення | Статево-вікова структура населення | Статево-вікова структура населення |
| ---------------------------------- | ---------------------------------- | ---------------------------------- | ---------------------------------- | ---------------------------------- |
|                                    |                                    |                                    |                                    |                                    |
| Всього                             | Всього                             | 49,5%50,5%                         |                                    |                                    |
| 0 — 14 років                       | 0 — 14 років                       |                                    | 14,1%                              | 14,1%                              |
| 15 — 64 років                      | 15 — 64 років                      |                                    | 62%                                | 62%                                |
| 65 і більше                        | 65 і більше                        |                                    | 23,9%                              | 23,9%                              |
| Середній вік (років)               | Середній вік (років)               | 46,945,5                           | 46,2                               | 46,2                               |
| Медіана (років)                    | Медіана (років)                    | 52,450,0                           | 51,2                               | 51,2                               |
| — чоловіки — жінки                 |                                    |                                    |                                    |                                    |

| Походження мешканців:     | Походження мешканців:     | Походження мешканців: | Походження мешканців: | Походження мешканців: |
| ------------------------- | ------------------------- | --------------------- | --------------------- | --------------------- |
| Походження                |                           |                       | осіб                  | %                     |
| Корінні американці        | Корінні американці        |                       | 10                    | 1.98%                 |
| Інше північноамериканське | Інше північноамериканське |                       | 310                   | 61.39%                |
| Європейське               | Європейське               |                       | 265                   | 52.48%                |
| британське                | британське                |                       | 265                   | 52.48%                |
| французьке                | французьке                |                       | 10                    | 1.98%                 |

| Зайнятість населення за галузями (за класифікацією NOC): | Зайнятість населення за галузями (за класифікацією NOC): | Зайнятість населення за галузями (за класифікацією NOC): | Зайнятість населення за галузями (за класифікацією NOC): | Зайнятість населення за галузями (за класифікацією NOC): |
| -------------------------------------------------------- | -------------------------------------------------------- | -------------------------------------------------------- | -------------------------------------------------------- | -------------------------------------------------------- |
|                                                          |                                                          |                                                          |                                                          |                                                          |
| Управління                                               | Управління                                               |                                                          | 4,8%                                                     | 4,8%                                                     |
| Бізнес, фінанси та адміністрування                       | Бізнес, фінанси та адміністрування                       |                                                          | 14,3%                                                    | 14,3%                                                    |
| Освіта, правозахист, муніципальні та урядові служби      | Освіта, правозахист, муніципальні та урядові служби      |                                                          | 7,1%                                                     | 7,1%                                                     |
| Мистецтво, культура, відпочинок та спорт                 | Мистецтво, культура, відпочинок та спорт                 |                                                          | 4,8%                                                     | 4,8%                                                     |
| Роздрібна торгівля та послуги                            | Роздрібна торгівля та послуги                            |                                                          | 16,7%                                                    | 16,7%                                                    |
| Гуртова торгівля, транспорт та обладнання                | Гуртова торгівля, транспорт та обладнання                |                                                          | 35,7%                                                    | 35,7%                                                    |
| Природні ресурси, сільське господарство                  | Природні ресурси, сільське господарство                  |                                                          | 4,8%                                                     | 4,8%                                                     |
| Виробництво                                              | Виробництво                                              |                                                          | 11,9%                                                    | 11,9%                                                    |

## Клімат
Середня річна температура становить 4,9 °C, середня максимальна — 19,3 °C, а середня мінімальна — −9,8 °C. Середня річна кількість опадів — 1487 мм.
| Клімат поселення                              | Клімат поселення | Клімат поселення | Клімат поселення | Клімат поселення | Клімат поселення | Клімат поселення | Клімат поселення | Клімат поселення | Клімат поселення | Клімат поселення | Клімат поселення | Клімат поселення | Клімат поселення |
| Показник                                      | Січ.             | Лют.             | Бер.             | Квіт.            | Трав.            | Черв.            | Лип.             | Серп.            | Вер.             | Жовт.            | Лист.            | Груд.            |                  |
| Середній максимум, °C                         | 0,30             | −0,38            | 2,38             | 6,70             | 10,96            | 15,10            | 17,66            | 19,25            | 15,35            | 10,79            | 6,35             | 1,74             |                  |
| Середня температура, °C                       | −4,41            | −5,07            | −2,34            | 2,00             | 6,28             | 10,40            | 14,50            | 16,08            | 12,19            | 7,62             | 3,19             | −1,42            |                  |
| Середній мінімум, °C                          | −9,1             | −9,78            | −7,03            | −2,7             | 1,56             | 5,69             | 11,33            | 12,91            | 9,03             | 4,46             | 0,03             | −4,58            |                  |
| Норма опадів, мм                              | 145              | 126              | 122              | 117              | 97               | 109              | 106              | 101              | 138              | 147              | 141              | 138              |                  |
| Середньомісячна швидкість вітру, м/с          | 7.86             | 7.27             | 6.90             | 6.29             | 5.55             | 5.20             | 5.03             | 5.10             | 5.65             | 6.40             | 7.01             | 7.63             |                  |
| Середньомісячна сонячна радіація, кДж/м²·день | 3990             | 6733             | 10738            | 14052            | 17179            | 19103            | 18910            | 16058            | 12037            | 7235             | 4150             | 3071             |                  |
| --------------------------------------------- | ---------------- | ---------------- | ---------------- | ---------------- | ---------------- | ---------------- | ---------------- | ---------------- | ---------------- | ---------------- | ---------------- | ---------------- | ---------------- |
| Джерело:                                      |                  |                  |                  |                  |                  |                  |                  |                  |                  |                  |                  |                  |                  |